# Vinon-sur-Verdon
Pour les articles homonymes, voir Vinon (homonymie).
Vinon-sur-Verdon est une commune française située dans le département du Var, en région Provence-Alpes-Côte d'Azur.

## Géographie
Elle est située aux portes du parc naturel régional du Verdon.

### Hydrographie

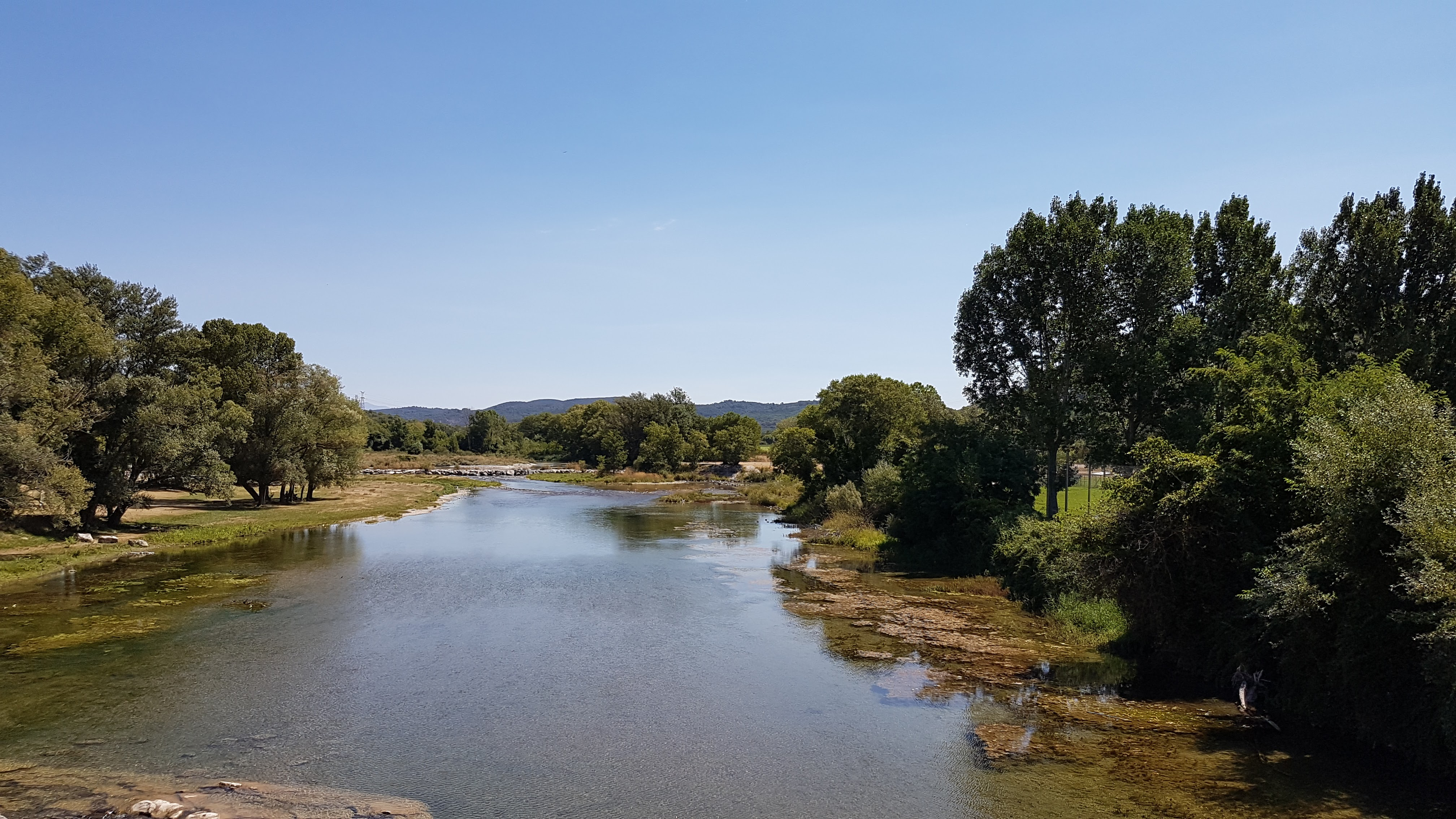
Le Verdon à Vinon-sur-Verdon.

Les cours d'eau sur la commune ou à son aval (rivière, ruisseau, canal...) :
- rivière la Durance,
- Verdon (rivière),
- canal mixte[4],
- ravin de Malaurie[5],
- ruisseau de Boutre[6],
- la Louane[7].

### Transports

#### Voies routières
- D554 (Route de Vinon) :
  - C'est la route principale qui traverse Vinon-sur-Verdon et relie la commune à Gréoux-les-Bains à l'ouest et à Saint-Paul-lès-Durance à l'est. La D554 est un axe majeur pour les habitants, permettant un accès direct à l'autoroute A51 via la commune de Saint-Paul-lès-Durance.
- D952 :
  - Cette route est une importante voie régionale qui relie Vinon-sur-Verdon à Manosque au nord-ouest et à Riez au nord-est. La D952 traverse le plateau de Valensole, une région connue pour ses vastes champs de lavande. C'est également une route touristique prisée, surtout en été.
- D11 :
  - La route départementale D11 connecte Vinon-sur-Verdon à la commune voisine de Ginasservis au sud. Cette voie est utilisée principalement pour des trajets locaux, reliant les villages du Haut Var.
- D6 :
  - La D6, également connue sous le nom de "Route de Jouques," est une autre route départementale qui passe à proximité de Vinon-sur-Verdon, reliant la commune à Jouques et à Rians au sud. Elle permet de rejoindre les zones plus urbanisées de la région d'Aix-en-Provence.

#### Services autocars

##### Lignes régionales, réseauZou!
- Vinon-sur-Verdon est desservie par une ligne Express[8] :

| Ligne | Tracé                                                  |
| ----- | ------------------------------------------------------ |
| 67    | Marseille ↔ Vinon-sur-Verdon ↔ Gréoux-les-Bains ↔ Riez |

- La ville est aussi reliée par deux lignes de PROXIMITÉ :

| Ligne | Tracé                                                                                           |
| ----- | ----------------------------------------------------------------------------------------------- |
| 810   | La Verdière ↔ Vinon-sur-Verdon ↔ Manosque                                                       |
| 814   | Vinon-sur-Verdon ↔ Saint-Martin-de-Pallières ↔ Rians ↔ Ollières ↔ Saint-Maximin-la-Sainte-Baume |

- La ville est aussi reliée par une ligne de PROXIMITÉ Scolaire :

| Ligne | Tracé                                             |
| ----- | ------------------------------------------------- |
| 8023  | Artigues ↔ Rians ↔ Ginasservis ↔ Vinon-sur-Verdon |

##### Lignes intercommunales
La ville est reliée par une ligne intercommunale du réseau Trans'Agglo :
| Ligne | Parcours                                       |
| ----- | ---------------------------------------------- |
| 131   | Gréoux-les-Bains ↔ Vinon-sur-Verdon ↔ Manosque |

##### Lignes scolaires
Des lignes de transports scolaires ont été mises en place pour rallier les lycées et collèges de Manosque ainsi que le collège de Vinon-sur-Verdon. Ces lignes sont financées par la Communauté d'agglomération Durance Luberon Verdon au travers du réseau Trans'Agglo. En plus des lignes existantes du réseau, d'autres ont été rajoutées.
| Ligne | Parcours                                      |
| ----- | --------------------------------------------- |
| 146 S | Vinon-sur-Verdon ↔ Vinon-sur-Verdon (Collège) |

### Sismicité
Il existe trois zones de sismicité dans le Var : 
- Zone 0 : Risque négligeable. C'est le cas de bon nombre de communes du littoral varois, ainsi que d'une partie des communes du centre Var. Malgré tout, ces communes ne sont pas à l'abri d'un effet tsunami, lié à un séisme en mer.
- Zone Ia : Risque très faible. Concerne essentiellement les communes comprises dans une bande allant de la montagne Sainte-Victoire au massif de l'Esterel.
- Zone Ib : Risque faible. Ce risque le plus élevé du département, qui n'est pas le plus haut de l'évaluation nationale, concerne 21 communes du nord du département.

La commune de Vinon-sur-Verdon est en zone sismique de faible risque Ib.

### Climat
Pour des articles plus généraux, voir Climat de Provence-Alpes-Côte d'Azur et Climat du Var.
En 2010, le climat de la commune est de type climat méditerranéen franc, selon une étude du Centre national de la recherche scientifique s'appuyant sur une série de données couvrant la période 1971-2000. En 2020, Météo-France publie une typologie des climats de la France métropolitaine dans laquelle la commune est exposée à un climat méditerranéen et est dans la région climatique  Provence, Languedoc-Roussillon, caractérisée par une pluviométrie faible en été, un très bon ensoleillement (2 600 h/an), un été chaud (21,5 °C), un air très sec en été, sec en toutes saisons, des vents forts (fréquence de 40 à 50 % de vents > 5 m/s) et peu de brouillards. 
Pour la période 1971-2000, la température annuelle moyenne est de 13,1 °C, avec une amplitude thermique annuelle de 17,2 °C. Le cumul annuel moyen de précipitations est de 751 mm, avec 6 jours de précipitations en janvier et 2,7 jours en juillet. Pour la période 1991-2020, la température moyenne annuelle observée sur la station météorologique installée sur la commune est de 13,4 °C et le cumul annuel moyen de précipitations est de 607,5 mm. 
La température maximale relevée sur cette station est de 44,3 °C, atteinte le 28 juin 2019 ; la température minimale est de −13,5 °C, atteinte le 12 février 2012,,. 
| Mois                                  | jan.          | fév.           | mars           | avril         | mai           | juin          | jui.          | août          | sep.         | oct.          | nov.          | déc.           | année      |
| ------------------------------------- | ------------- | -------------- | -------------- | ------------- | ------------- | ------------- | ------------- | ------------- | ------------ | ------------- | ------------- | -------------- | ---------- |
| Température minimale moyenne (°C)     | −1,3          | −1,3           | 1,4            | 4,9           | 8,3           | 12,1          | 14            | 13,4          | 10,5         | 7,4           | 3,3           | −0,5           | 6          |
| Température moyenne (°C)              | 4,8           | 5,5            | 8,8            | 12,3          | 16            | 20,5          | 23,1          | 22,5          | 18,6         | 14,3          | 9,3           | 5,4            | 13,4       |
| Température maximale moyenne (°C)     | 10,9          | 12,4           | 16,3           | 19,7          | 23,6          | 28,9          | 32,2          | 31,6          | 26,7         | 21,2          | 15,3          | 11,3           | 20,8       |
| Record de froid (°C) date du record   | −12 30.01.05  | −13,5 12.02.12 | −12,9 02.03.05 | −6,3 08.04.21 | −0,7 06.05.19 | 0,9 01.06.06  | 6,9 25.07.11  | 5 31.08.06    | 0,2 27.09.20 | −5,3 22.10.07 | −8,3 16.11.07 | −12,3 30.12.05 | −13,5 2012 |
| Record de chaleur (°C) date du record | 22,4 28.01.08 | 24,2 27.02.19  | 26,2 17.03.14  | 29,9 09.04.11 | 33,4 23.05.07 | 44,3 28.06.19 | 38,8 15.07.22 | 41,5 23.08.23 | 35 04.09.16  | 32,2 08.10.23 | 24,1 07.11.15 | 21,7 30.12.21  | 44,3 2019  |
| Précipitations (mm)                   | 41,7          | 31,6           | 40,5           | 52,5          | 51,3          | 48,6          | 23,1          | 31,5          | 53,6         | 86,7          | 88,3          | 58,1           | 607,5      |

| Diagramme climatique                                  |              |             |             |             |              |            |              |              |             |             |              |
| J                                                     | F            | M           | A           | M           | J            | J          | A            | S            | O           | N           | D            |
| 10,9−1,341,7                                          | 12,4−1,331,6 | 16,31,440,5 | 19,74,952,5 | 23,68,351,3 | 28,912,148,6 | 32,21423,1 | 31,613,431,5 | 26,710,553,6 | 21,27,486,7 | 15,33,388,3 | 11,3−0,558,1 |
| Moyennes : • Temp. maxi et mini °C • Précipitation mm |              |             |             |             |              |            |              |              |             |             |              |

Les paramètres climatiques de la commune ont été estimés pour le milieu du siècle (2041-2070) selon différents scénarios d'émission de gaz à effet de serre à partir des nouvelles projections climatiques de référence DRIAS-2020. Ils sont consultables sur un site dédié publié par Météo-France en novembre 2022.

## Urbanisme

### Typologie
Au 1er janvier 2024, Vinon-sur-Verdon est catégorisée bourg rural, selon la nouvelle grille communale de densité à sept niveaux définie par l'Insee en 2022.
Elle appartient à l'unité urbaine de Vinon-sur-Verdon, une unité urbaine monocommunale constituant une ville isolée,. Par ailleurs la commune fait partie de l'aire d'attraction de Manosque, dont elle est une commune de la couronne,. Cette aire, qui regroupe 30 communes, est catégorisée dans les aires de 50 000 à moins de 200 000 habitants,.

### Occupation des sols
L'occupation des sols de la commune, telle qu'elle ressort de la base de données européenne d’occupation biophysique des sols Corine Land Cover (CLC), est marquée par l'importance des forêts et milieux semi-naturels (51,7 % en 2018), une proportion sensiblement équivalente à celle de 1990 (52,2 %). La répartition détaillée en 2018 est la suivante : 
forêts (45,5 %), terres arables (30,9 %), zones urbanisées (7,2 %), milieux à végétation arbustive et/ou herbacée (5,6 %), zones agricoles hétérogènes (5 %), espaces verts artificialisés, non agricoles (2,7 %), eaux continentales (1,1 %), zones industrielles ou commerciales et réseaux de communication (0,7 %), mines, décharges et chantiers (0,7 %), espaces ouverts, sans ou avec peu de végétation (0,6 %). L'évolution de l’occupation des sols de la commune et de ses infrastructures peut être observée sur les différentes représentations cartographiques du territoire : la carte de Cassini (XVIIIe siècle), la carte d'état-major (1820-1866) et les cartes ou photos aériennes de l'IGN pour la période actuelle (1950 à aujourd'hui).

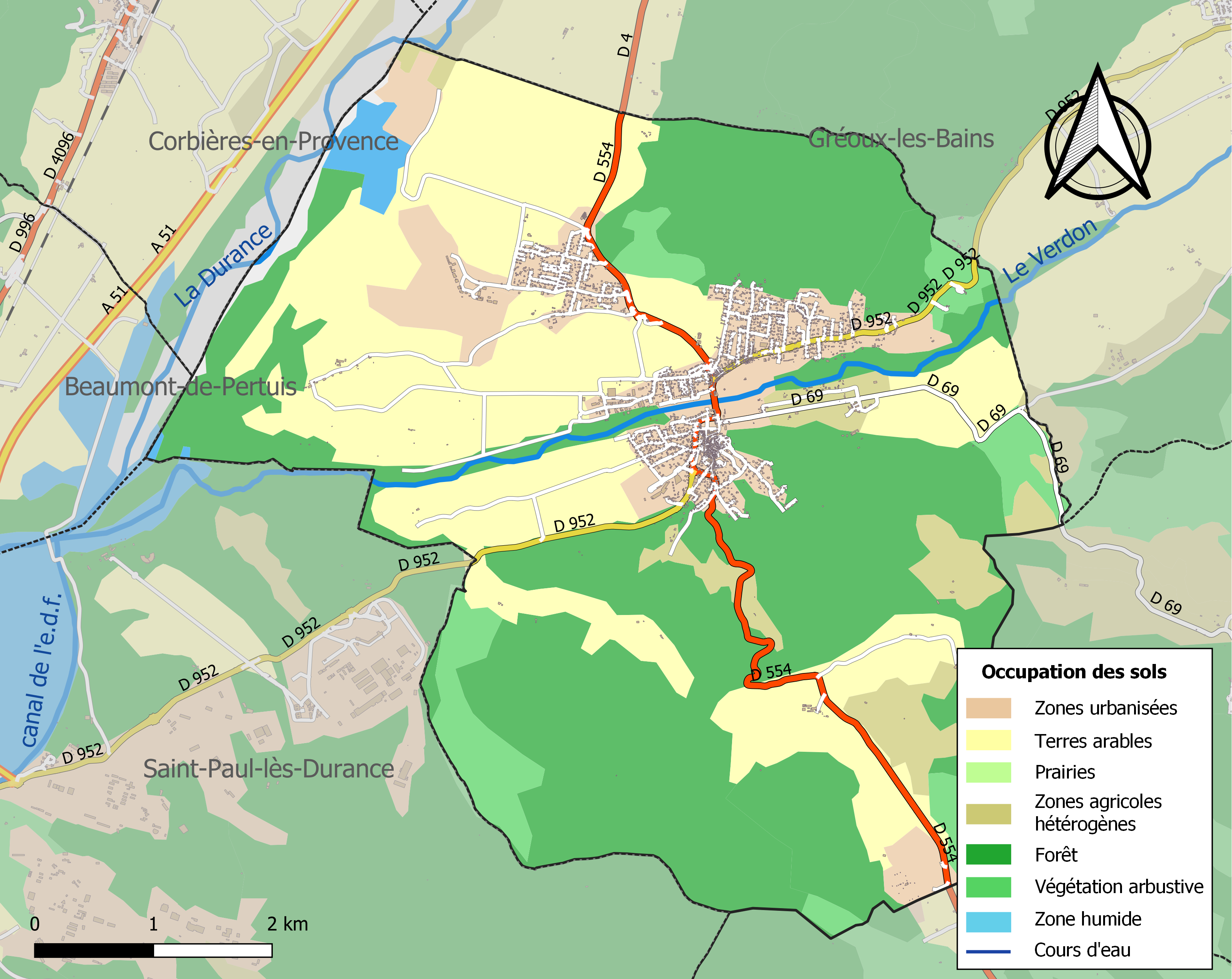
Carte des infrastructures et de l'occupation des sols de la commune en 2018 (CLC).

## Économie
- Le secteur des commerces et services jouit à Vinon-sur-Verdon d'une bonne vitalité, grâce notamment à la proximité du pôle de recherche de Cadarache (5 000 emplois directs et indirects) et à la construction attenante du centre ITER (centre de recherche sur la fusion thermonucléaire : International Thermonuclear Experimental Reactor) qui attire une population internationale.
- Ancienne coopérative vinicole Le Trait d'Union, actuellement école et caserne[23].

### Jumelage
- Capriata d'Orba (Italie) depuis 1997.

## Toponymie
Vinon-sur-Verdon s'écrit Vinon-sus-Verdon en provençal selon la norme classique et Vinoun-sus-Verdoun selon la norme mistralienne[réf. nécessaire].

## Histoire
L’implantation romaine a légué une remarquable mosaïque datée de la fin du IVe siècle, composée de trois scènes (dont « les 3 grâces » et « Bacchus chez Ikarios »), découverte en 1859 sur le Domaine de Pèbre et aujourd’hui exposée à Manosque dans la salle du conseil de l’hôtel de ville.
La plus ancienne mention connue de Vinon se trouve dans un acte de 1074,.
Du XIIe au XVe siècle, l’abbaye Saint-André de Villeneuve-lès-Avignon y possédait l’église rurale Sancte Marie de Tuscis (actuelle Notre-Dame-de-Durance, en ruines), dont elle percevait les revenus.
Lors des guerres de religion, en 1591, une bataille a lieu à Vinon,.
Après la très dure année 1709, où la récolte a été très mauvaise car les semences ont gelé dans la terre durant l’hiver 1708-1709, la situation du peuple est critique. Ceux qui ont un mulet tentent de se refaire, et le louent, comme cela était fréquent, à des faux sauniers, qui vont chercher du sel à Nice pour le revendre en contrebande, sans gabelle, en France. Ces mulets et le sel sont saisis par des gabelous entre Moustiers et Riez, puis emmenés à Gréoux. Menacés de perdre leur seul petit bien, essentiel à la culture, mais aussi utilisé pour transporter les marchandises d’autrui, les paysans, souvent journaliers, propriétaires de ces mulets, se regroupent, et rattrapent les gabelous à Vinon.
Ceux-ci se retranchent dans l’auberge. Le siège est mis par les paysans pendant trois jours, avec la complicité de tout le village, curé et consuls y compris, les habitants collaborant même parfois activement. Alors qu’ils allaient négocier le rachat des mulets avec les gabelous peu scrupuleux, l’arrivée des archers du roi entraîne la dispersion des rebelles, dont quelques-uns sont faits prisonniers et condamnés aux galères.
Après le débarquement de Provence, durant la Seconde Guerre mondiale, le pont de Vinon-sur-Verdon, ainsi que les autres ponts situés sur le Verdon sont bombardés, sans succès, par l'aviation américaine. À cette occasion les pertes civiles sont nombreuses. Pour éviter d'autres bombardements les maquisards font sauter le pont à la dynamite interdisant ainsi tout repli aux troupes d'occupation,.

## Politique et administration

### Intercommunalité
Vinon-sur-Verdon fait partie :
- de 2005 à 2013, de la communauté de communes Luberon Durance Verdon ;
- depuis le 1er janvier 2013, de la communauté d'agglomération Durance Luberon Verdon.

### Liste des maires
| Période       | Période          | Identité                  | Étiquette    | Qualité |
| ------------- | ---------------- | ------------------------- | ------------ | --- |
| 1790          | 1791             | Jean-Jacques Berthot      |              | Avocat |
| 1791          | 1792             | Étienne Sivis             |              | Boulanger |
| 1792          | 1793             | Michel Burle              |              | Propriétaire |
| 1793          | 1799             | Bruno Maurelly            |              | Avocat |
| 1799          | 1807             | Étienne Sivis             |              | Boulanger |
| 1807          | 1815             | Jean-Jacques Berthot      |              | Avocat |
| 1815          | 1816             | Joseph Martin             |              | Propriétaire |
| 1816          | 1816             | Jan-Jacques Berthot       |              | Avocat |
| 1816          | 1830             | Antoine-François Jauffret |              | Notaire |
| 1830          | 1840             | Joseph-Paul Durand        |              | Propriétaire |
| 1840          | 1843             | Achille Brossard          |              | Avocat |
| 1843          | 1847             | Joseph-Paul Durand        |              | Propriétaire |
| 1847          | 1848             | Joachin Capon             |              | Tisseur à toile |
| 1848          | 1852             | Victor Roussenq           |              | Maréchal-ferrant |
| 1852          | 1858             | Joachin Capon             |              | Tisseur à toile, propriétaire |
| 1858          | 1871             | Victor Guis               |              | Propriétaire |
| 1871          | 1874             | Eugène Roux               |              | Rentier |
| 1874          | 1876             | Jean-Pierre Siméon        |              | Rentier |
| 1876          | 1880             | Alfred Villemus           |              | Pharmacien |
| 1880          | 1888             | Édouard Constantin        |              | Boulanger |
| 1888          | 1891             | Louis Maurel              |              | Tisserand |
| 1891          | 1892             | Marcellin Tassy           |              | Propriétaire |
| 1892          | 1898             | Louis Pellas              |              | Représentant de commerce |
| 1898          | 1904             | Gabriel Robert            |              | |
| 1904          | 1912             | Romain Pellas             |              | Propriétaire |
| 1912          | 1913             | Denis Henri               |              | Retraité de la Marine |
| 1913          | 1919             | César Buerle              |              | Menuisier Le 2 août 1914 César Buerle est mobilisé. André Arbaud, adjoint, est nommé délégué provisoire. Eugène Sauvaire, adjoint, est nommé délégué provisoire à la suite de la mobilisation d'André Arbaud. Retour de César Buerle en novembre 1918. |
| janvier 1920  | mai 1929         | André Arbaud              | SFIO         | Exploitant agricole |
| mai 1929      | 1931 (démission) | Antoine Virgil            | SFIO         | Propriétaire |
| 1931          | août 1944        | Fortuné Cheilan           | SFIO         | Cultivateur |
| novembre 1944 | mai 1953         | Albert Léopardo           | PCF          | Instituteur |
| mai 1953      | mars 1971        | André Delorme             | SFIO puis PS | Cultivateur et négociant Conseiller général du canton de Rians (1952 → 1973) Réélu en 1959 et 1965 |
| 1971          | 1977             | Roger Briano              |              | Electricien |
| mars 1977     | juin 1995        | Yves Guis                 | PS           | Réélu en 1983 et 1989 |
| juin 1995     | mars 2008        | Dominique Joubert         | UMP-DVD      | Retraité agricole Réélu en 2001 |
| mars 2008     | en cours         | Claude Cheilan            | SE           | Agriculteur, gérant de société 2e vice-président de Durance-Luberon-Verdon Agglomération Réélu en 2014 et 2020 |

### Budget et fiscalité 2015
En 2015, le budget de la commune était constitué ainsi :
- total des produits de fonctionnement : 4 069 000 €, soit 947 € par habitant ;
- total des charges de fonctionnement : 3 681 000 €, soit 856 € par habitant ;
- total des ressources d'investissement : 816 000 €, soit 190 € par habitant ;
- total des emplois d'investissement : 917 000 €, soit 213 € par habitant ;
- endettement : 1 918 000 €, soit 446 € par habitant.

Avec les taux de fiscalité suivants :
- taxe d'habitation : 14,99 % ;
- taxe foncière sur les propriétés bâties : 21,90 % ;
- taxe foncière sur les propriétés non bâties : 47,00 % ;
- taxe additionnelle à la taxe foncière sur les propriétés non bâties : 0,00 % ;
- cotisation foncière des entreprises : 0,00 %.

### Environnement et recyclage
La collecte et traitement des déchets des ménages et déchets assimilés et la protection et mise en valeur de l'environnement se font dans le cadre de la communauté d'agglomération Durance-Luberon-Verdon Agglomération.
La commune dispose d'une déchèterie.

### Économie
Entreprises locales par secteur d'activité.
En mars 2002, une section syndicale CGT a été créée au sein des employés de la mairie.

## Démographie
L'évolution du nombre d'habitants est connue à travers les recensements de la population effectués dans la commune depuis 1793. Pour les communes de moins de 10 000 habitants, une enquête de recensement portant sur toute la population est réalisée tous les cinq ans, les populations de référence des années intermédiaires étant quant à elles estimées par interpolation ou extrapolation. Pour la commune, le premier recensement exhaustif entrant dans le cadre du nouveau dispositif a été réalisé en 2008.
En 2022, la commune comptait 4 387 habitants, en évolution de +3,86 % par rapport à 2016 (Var : +4,98 %, France hors Mayotte : +2,11 %).
| 1793 | 1800 | 1806  | 1821  | 1831  | 1836  | 1841  | 1846  | 1851  |
| ---- | ---- | ----- | ----- | ----- | ----- | ----- | ----- | ----- |
| 913  | 959  | 1 051 | 1 146 | 1 131 | 1 119 | 1 110 | 1 127 | 1 232 |

| 1856  | 1861  | 1866  | 1872  | 1876  | 1881  | 1886  | 1891  | 1896  |
| ----- | ----- | ----- | ----- | ----- | ----- | ----- | ----- | ----- |
| 1 211 | 1 227 | 1 317 | 1 273 | 1 139 | 1 174 | 1 124 | 1 083 | 1 072 |

| 1901  | 1906  | 1911  | 1921 | 1926 | 1931 | 1936 | 1946 | 1954 |
| ----- | ----- | ----- | ---- | ---- | ---- | ---- | ---- | ---- |
| 1 079 | 1 034 | 1 031 | 875  | 842  | 792  | 843  | 875  | 810  |

| 1962  | 1968  | 1975  | 1982  | 1990  | 1999  | 2006  | 2008  | 2013  |
| ----- | ----- | ----- | ----- | ----- | ----- | ----- | ----- | ----- |
| 1 204 | 1 672 | 1 832 | 2 196 | 2 752 | 2 992 | 3 734 | 3 946 | 4 198 |

| 2018  | 2022  | - | - | - | - | - | - | - |
| ----- | ----- | - | - | - | - | - | - | - |
| 4 242 | 4 387 | - | - | - | - | - | - | - |

## Lieux et monuments
L'église Saint-Sauveur,.
- Tour de l'horloge du XVIIe siècle, porte un campanile du XVIIIe siècle et des cloches de 1694 et 1696[53],[54].
- L'aérodrome accueille le premier centre de vol à voile (planeurs) de France[55].
- Le moulin de Saint-André, ancien moulin[56] aujourd'hui rénové sur les bords du Verdon. Il s'y trouve un gîte de groupe (55 places) géré par l'office municipal de tourisme, une salle de spectacle pour théâtre, cinéma, concerts gérés par la communauté de communes Luberon Durance Verdon[57].
- Deux lavoirs réhabilités en 1990.
- Le pont qui franchit le Verdon dans le bourg est construit en 1780. Les piles étroites supportent trois arches surbaissées ; des avant et d'arrière-becs triangulaires protègent les piles des remous et des débris charriés par la rivière lors de ses crues[58].
- Monuments commémoratifs[59].

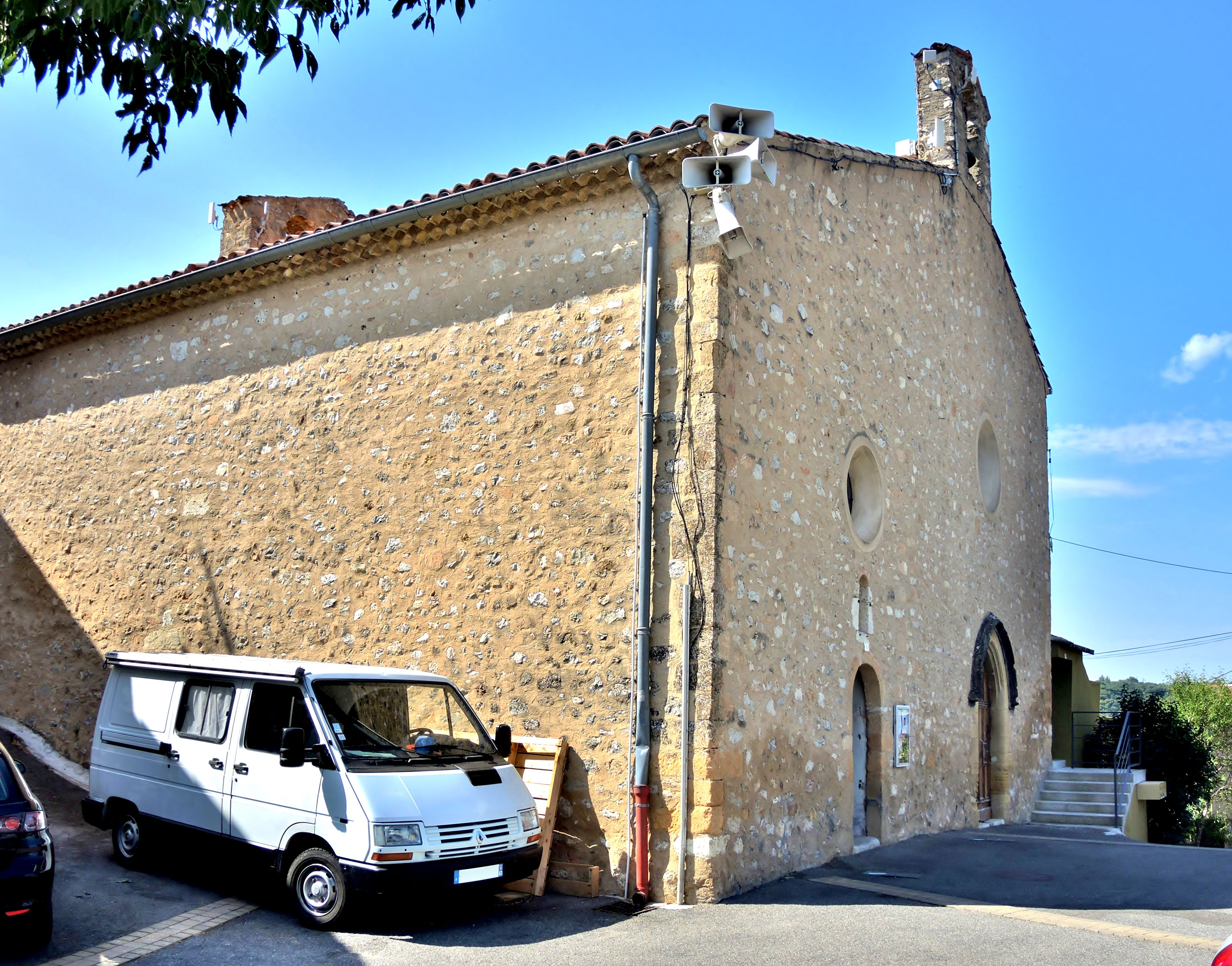
Église Notre-Dame-de-l'Assomption.
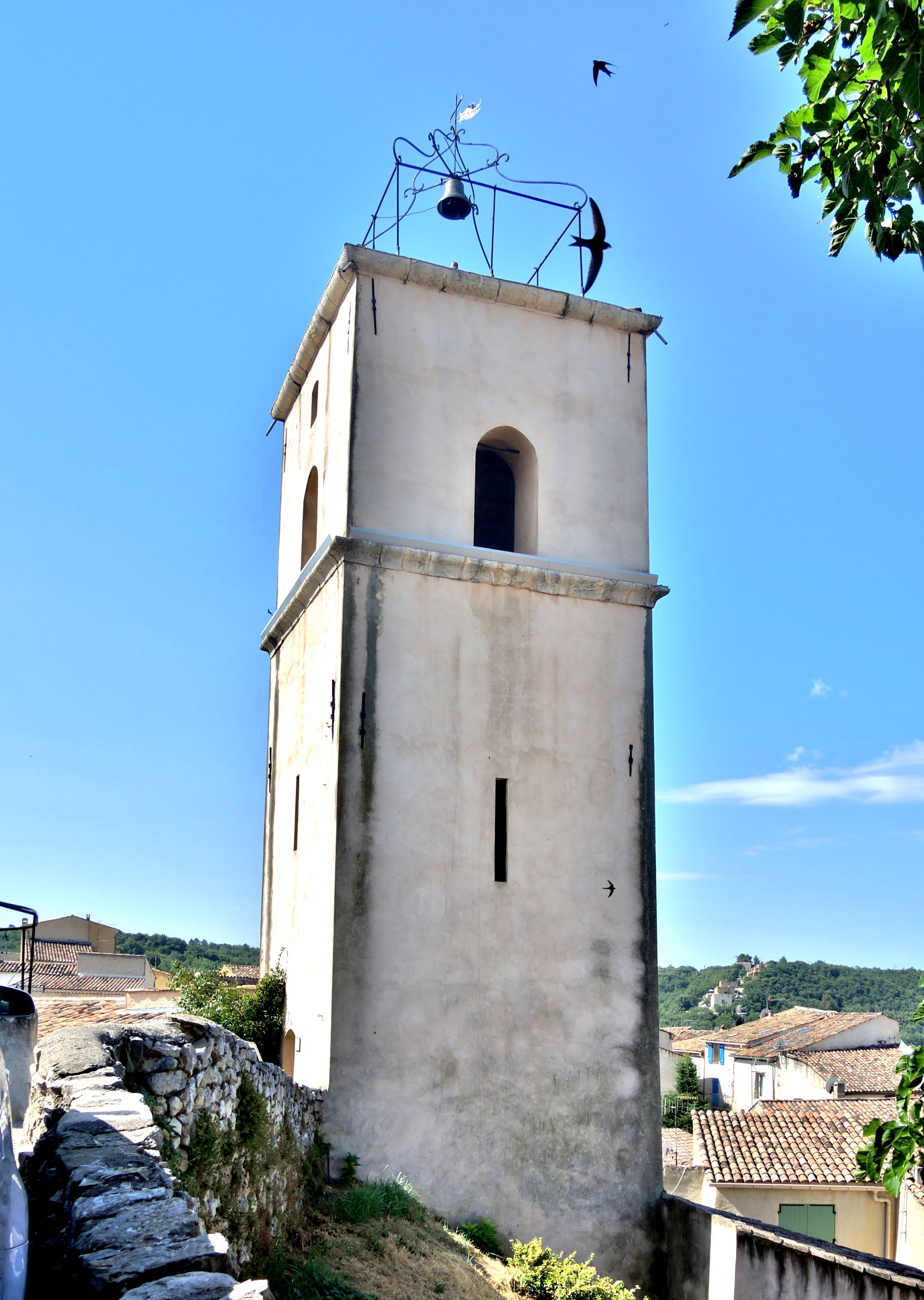
Tour de l'horloge.
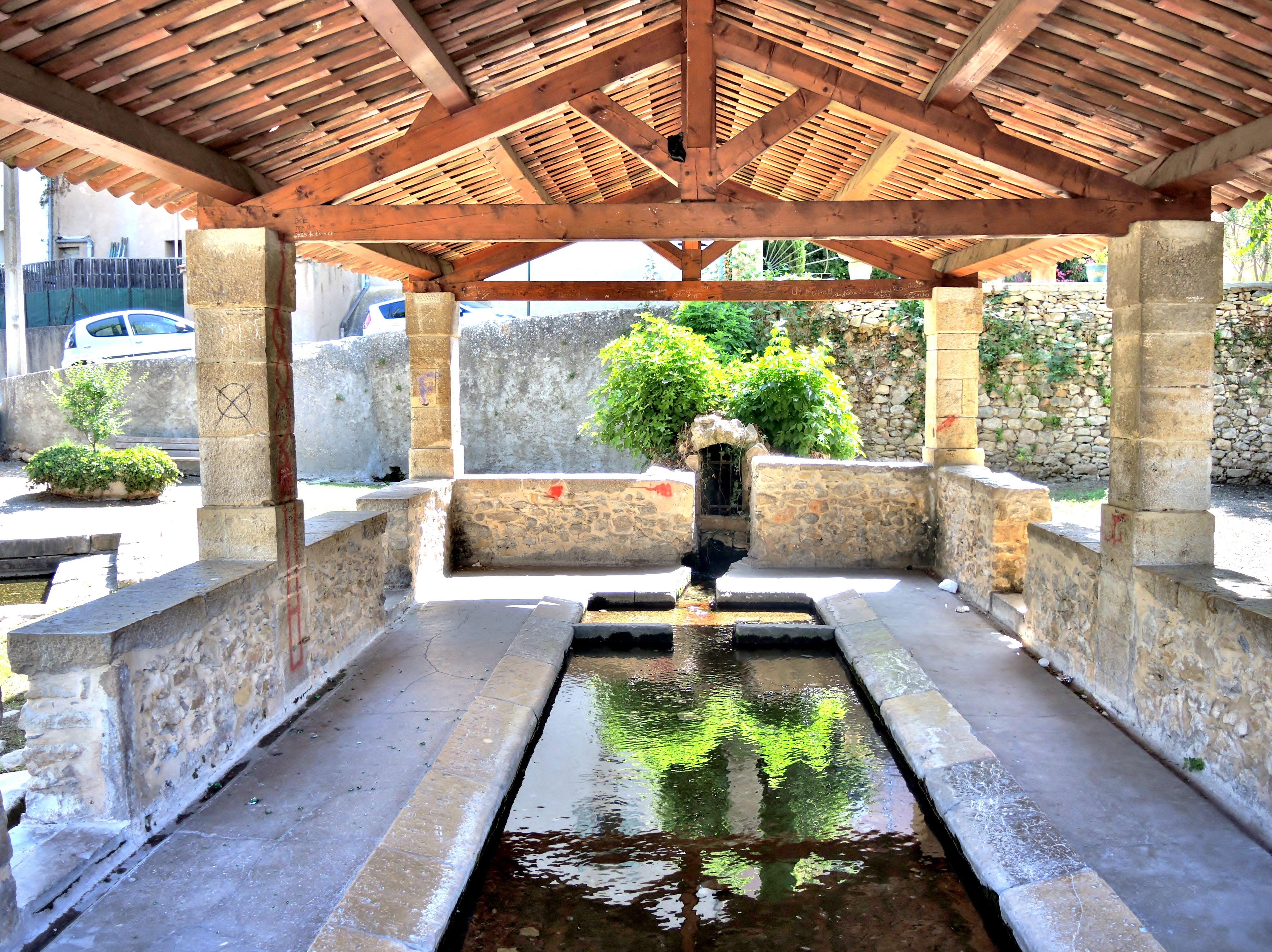
Lavoir de la fontaine vieille.
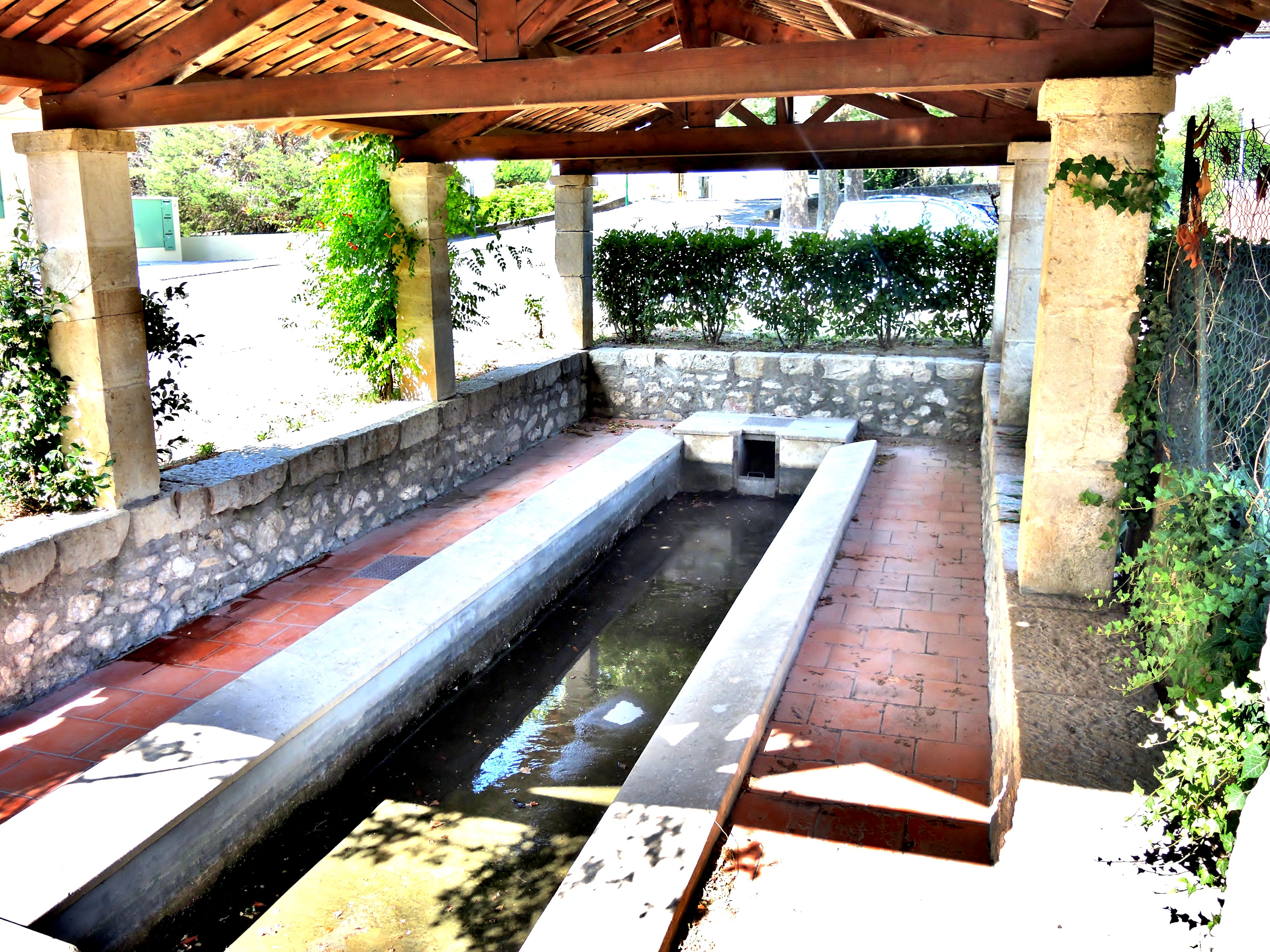
Lavoir de Trans.

## Héraldique
| Blason | Blasonnement : D'azur à la croix de Malte d'argent chargée en abîme d'un cœur de gueules surchargé du mot VINON en lettres capitales d'or. |

## Personnalités liées à la commune
- Gabriel Bouffier (1918-1982), coureur cycliste professionnel né à Vinon-sur-Verdon. Il participe au Tour de France 1939.